# Ezio Rosi
Ezio Rosi, italijanski general, * 19. marec 1881, † 5. avgust 1963.